# Діана Бакосі
Діана Бакосі (італ. Diana Bacosi, нар. 13 липня 1983, Читта-делла-П'єве, Італія) — італійський стрілець, олімпійська чемпіонка 2016 року.

## Виступи на Олімпійських іграх
| Олімпіада           | Дисципліна  | Місце |
| ------------------- | ----------- | ----- |
| Ріо-де-Жанейро 2016 | скит        | 1     |
| Токіо 2020          | скит        | 2     |
| Париж 2024          | скит        | 15    |
| Париж 2024          | скит, мікст | 1     |